# Stenus pertinax
Stenus pertinax är en skalbaggsart som beskrevs av Thomas Casey. Stenus pertinax ingår i släktet Stenus och familjen kortvingar. Inga underarter finns listade i Catalogue of Life.